# Оливас, Луис
Луис Алехандро Оливас Сальседо (исп. Luis Alejandro Olivas Salcedo; род. 10 февраля 2000, Тепик) — мексиканский футболист, защитник клуба «Масатлан» и сборной Мексики.

## Клубная карьера
Оливас — воспитанник клуба «Гвадалахара». В 2019 году для получения игровой практики он на правах аренды выступал за испанский «Туделано». По окончании аренды Луис вернулся в «Гвадалахару». 3 декабря 2020 года в матче против «Леона» он дебютировал в мексиканской Примере.

## Международная карьера
В 2017 году в составе юношеской сборной Мексики Оливас выиграл юношеский чемпионата Северной Америки в Панаме. На турнире он сыграл в матчах против команд Сальвадора, Ямайки, Панамы, Коста-Рики и дважды США. В поединках против сальвадоцев и коста-риканцев Луис забил три мяча. 
В том же году Оливас принял участие в юношеском чемпионате мира в Индии. На турнире он сыграл в матчах против команд Англии, Чили и Ирана.
9 декабря 2021 года в товарищеском матче против сборной Чили Оливас дебютировал за сборную Мексики.

## Достижения
Международные
 Мексика (до 17)
- Победитель Молодёжного кубка КОНКАКАФ — 2017